# B' Katīgoria 1955-1956
La B' Katīgoria 1955-1956 fu la 3ª edizione della B' Katīgoria; vide la vittoria finale dell'Arīs Limassol.

## Stagione

### Novità
Le squadre turche (Doğan Türk, Demi Spor Larnaca, Mağusa Türk Gücü e Gençlik Gücü) formarono il neonato campionato turco di Cipro Nord, rinunciando all'iscrizione. Tenendo conto del fatto che la neo promossa Nea Salamis fu sostituita dalla retrocessa Arīs Limassol e che ci fu l'iscrizione dell'Apollōn Limassol, il numero di partecipanti calò da undici ad otto.

### Formula
Le squadre partecipanti erano divisi in due gruppi, su base geografica. In ogni girone le squadre si incontravano in turni di andata e ritorno; erano assegnati due punti per la vittoria, uno per il pareggio e zero per la sconfitta. I due vincitori dei due gironi effettuavano un turno di play-off con gare di andata e ritorno; il vincitore veniva ammesso alla A' Katīgoria.

## Girone 1
Squadre rappresentanti città appartenenti ai distretti di Nicosia, Laranca e Kyrenia.

### Squadre partecipanti
| Club            | Città   | Stadio             | Stagione precedente             |
| --------------- | ------- | ------------------ | ------------------------------- |
| Alkī Larnaca    | Larnaca | Vecchio Stadio GSZ | 3º nel Girone 2 di B' Katīgoria |
| Orpheas Nicosia | Nicosia | Vecchio Stadio GSP | 1º nel Girone 1 di B' Katīgoria |
| PAEEK Kerynias  | Kyrenia | GS Praxandros      | 3º nel Girone 1 di B' Katīgoria |

### Classifica finale
|  | Pos. | Squadra         | Pt | G | V | N | P | GF | GS | DR |
|  | ---- | --------------- | -- | - | - | - | - | -- | -- | -- |
|  | 1.   | Orpheas Nicosia | 8  | 4 | 4 | 0 | 0 | 10 | 3  | +7 |
|  | 2.   | Alkī Larnaca    | 2  | 4 | 1 | 0 | 3 | 10 | 8  | +2 |
|  | 3.   | PAEEK Kerynias  | 2  | 4 | 1 | 0 | 3 | 5  | 14 | -9 |

### Risultati

#### Tabellone
|                | ALK | ORF | PKK |
| Alki Larnaca   |     | 1-2 | 5-0 |
| Orfeas Nicosia | 2-1 |     | 3-0 |
| PAEK Kerynia   | 4-3 | 1-3 |     |

## Girone 2
Squadre rappresentanti città appartenenti ai distretti di Pafo e Limassol.

### Squadre partecipanti
| Club                 | Città    | Stadio     | Stagione precedente             |
| -------------------- | -------- | ---------- | ------------------------------- |
| Antaeus Limassol     | Limassol | Stadio GSO | 1º nel Girone 3 di B' Katīgoria |
| Apollōn Limassol     | Limassol | Stadio GSO | Non iscritto                    |
| Arīs Limassol        | Limassol | Stadio GSO | 10º in A' Katīgoria, retrocesso |
| APOP Paphou          | Pafo     | Stadio GSK | 2º nel Girone 3 di B' Katīgoria |
| Panellinios Limassol | Limassol | Stadio GSO | 4º nel Girone 3 di B' Katīgoria |

### Classifica finale
|  | Pos. | Squadra              | Pt | G | V | N | P | GF | GS | DR  |
|  | ---- | -------------------- | -- | - | - | - | - | -- | -- | --- |
|  | 1.   | Arīs Limassol        | 14 | 8 | 6 | 2 | 0 | 31 | 9  | +22 |
|  | 2.   | Antaeus Limassol     | 13 | 8 | 6 | 1 | 1 | 21 | 10 | +11 |
|  | 3.   | Panellinios Limassol | 7  | 8 | 2 | 3 | 3 | 20 | 23 | -3  |
|  | 4.   | APOP Paphou          | 6  | 8 | 2 | 2 | 4 | 21 | 22 | -1  |
|  | 5.   | Apollōn Limassol     | 0  | 8 | 0 | 0 | 8 | 10 | 39 | -29 |

### Risultati

#### Tabellone
|                      | ANT | APL | APP | ARS | PNL |
| Antaeus Limassol     |     | 2-1 | 4-2 | 0-0 | 5-2 |
| Apollon Limassol     | 0-5 |     | 2-6 | 2-6 | 2-6 |
| APOP Paphos          | 0-2 | 5-0 |     | 1-3 | 2-2 |
| Aris Limassol        | 4-1 | 6-2 | 5-1 |     | 6-1 |
| Panellinios Limassol | 1-2 | 3-1 | 4-4 | 1-1 |     |

## Spareggio promozione
| Squadra 1     | Totale | Squadra 2       | Andata | Ritorno |
| ------------- | ------ | --------------- | ------ | ------- |
| Arīs Limassol | 4 - 2  | Orpheas Nicosia | 3 - 0  | 1 - 2   |

### Verdetti
- Aris Limassol promosso in A' Katīgoria.